# Arboreai Királyság
Az Arboreai Királyság vagy Arboreai Judikátus, történelmi állam Szardínia szigetén, szárdul: Rennu/Judicadu de Arbaree, franciául: Judicat d'Arborée, olaszul: Giudicato(Regno di Arborea, katalánul: Jutjat d'Arborea, spanyolul: Juzgado de Arborea, latinul: Iudicatus/Regnum Arboreae, illetve egyszerűen Arborea, amely állam 1000 körül jött létre, és 1420-ig állt fent, amikor is az egységes Szárd Királyság része lett. és az időnkénti teljes (de iure és de facto) függetlenségétől előbb a Német-római Birodalom, a Szicíliai Királyság, majd a Szárd Királyság, illetve az Aragóniai Királyság függő államaként de facto függetlenségben létezett az 1420-as Aragón Korona országaiba való beolvasztásáig. 
Arborea a legtovább őrizte meg a függetlenségét. Gallura, Kalaris (Cagliari) és Torres (Logudoro) mellett a négy (hűbéres) királyság (judikátus) egyike. A szárd államok élén a király vagy a judex állt. A iudex/judex ugyan a latinban (igazságszolgáltató) bíró jelentéssel bírt, azonban funkciójában uralkodói (végrehajtó és törvényhozó) hatalommal is rendelkezett, így a helyi változatban a király szinonímiája volt, szárdul: giuighe/re, franciául: juge, olaszul: giudice/re, katalánul: jutge, spanyolul: juez, latinul: iudex/rex Arboreae.

## Az állam adatai

Szardínia négy történelmi királysága: Arborea, Gallura, Kalaris (Cagliari) és Torres (Logudoro)

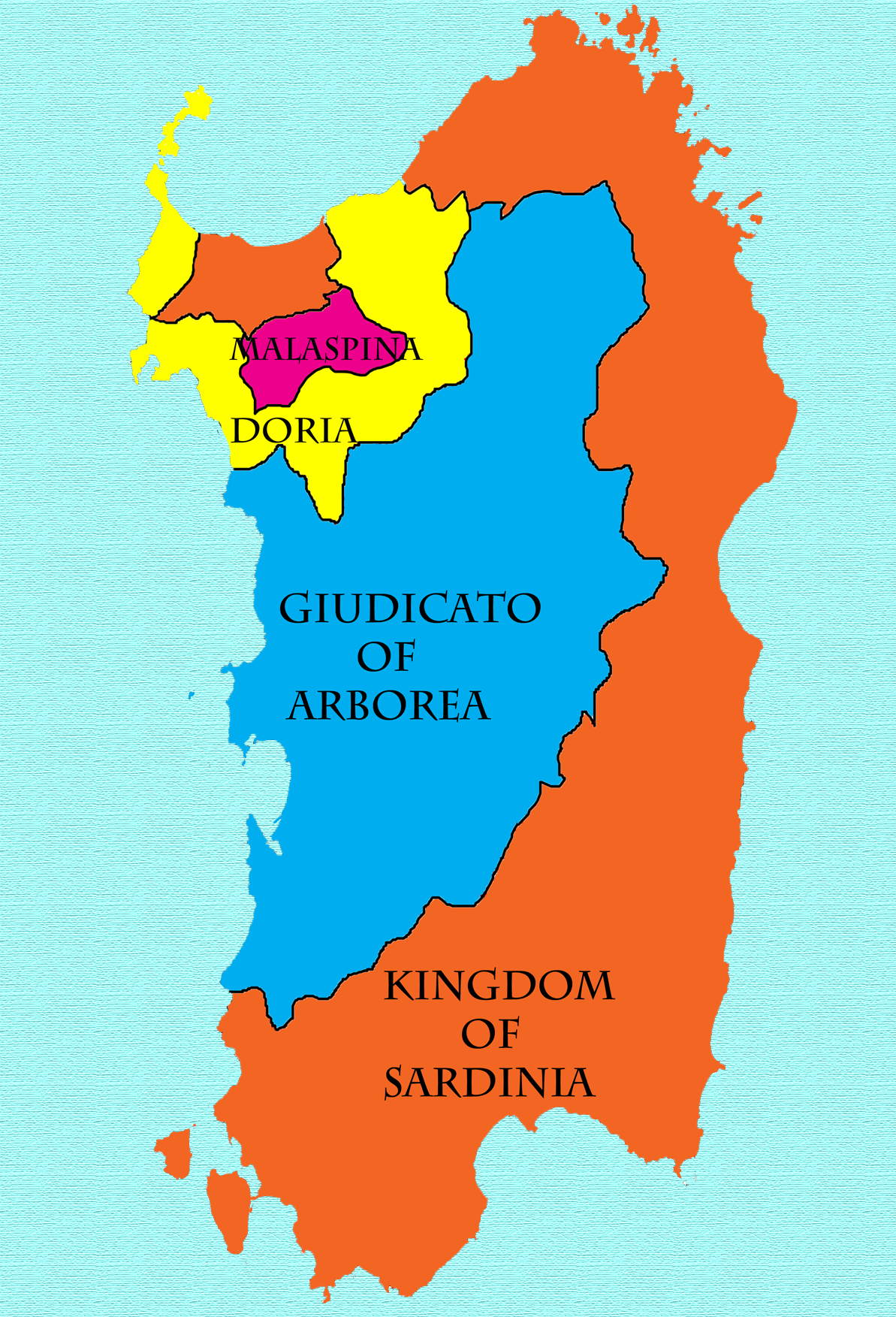
Az Arboreai Királyság kiterjedése 1324-ben, a Szárd Királyság megalapításakor

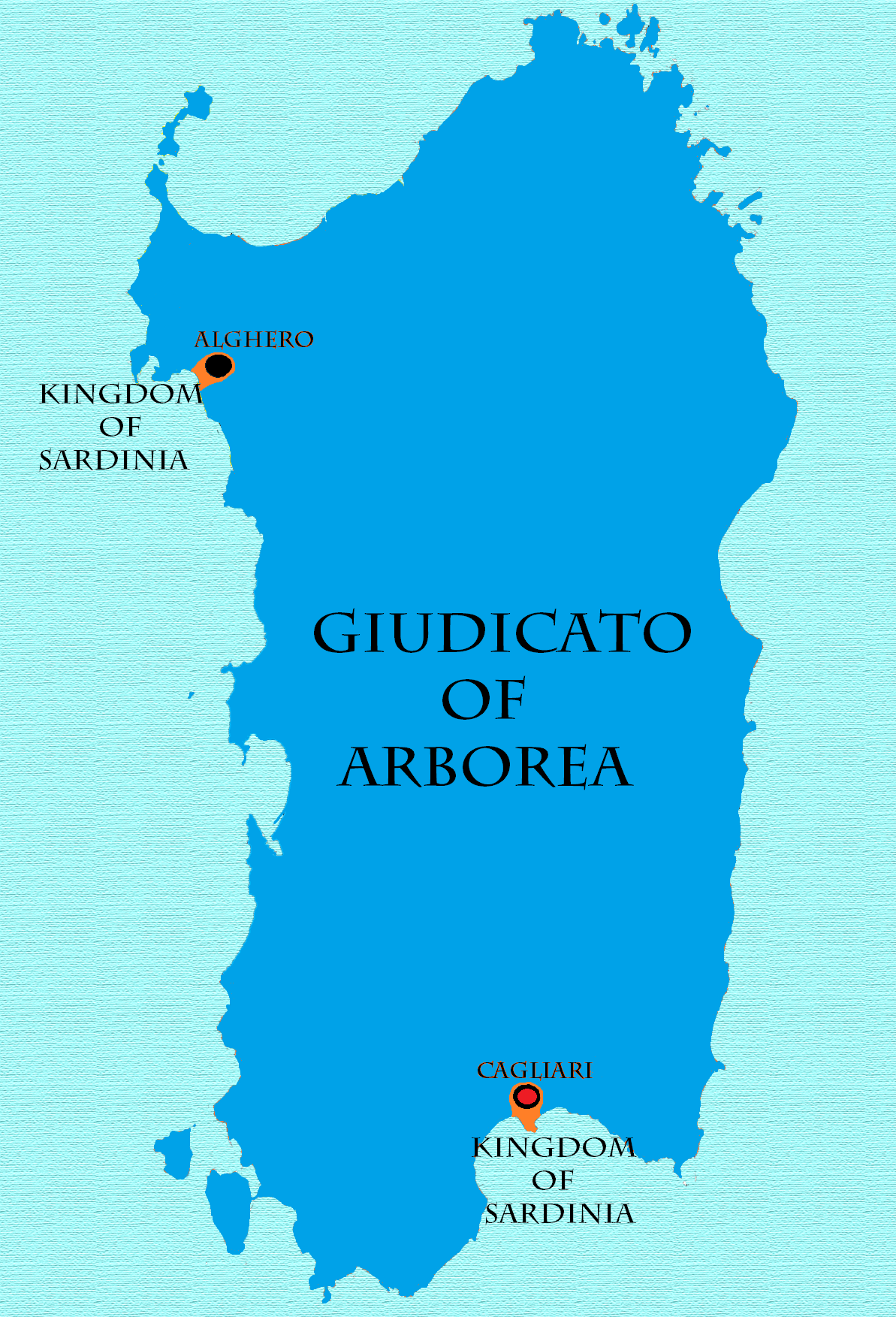
Az Arboreai Királyság kiterjedése 1368 és 1388, valamint 1392 és 1409 között

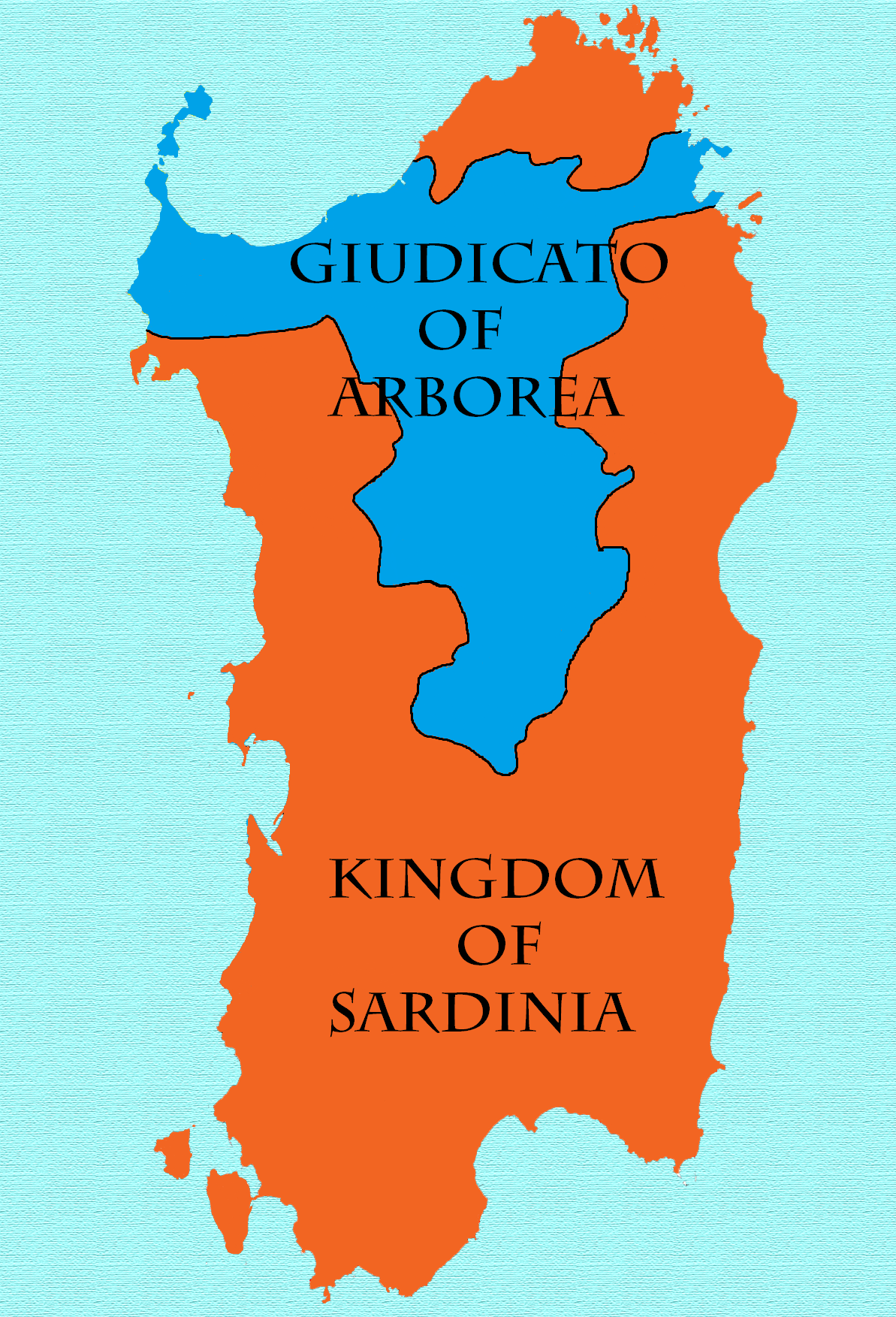
Az Arboreai Királyság kiterjedése 1410 és 1420 között

Arborea Gallura, Kalaris (Cagliari) és Torres (Logudoro) mellett a négy (hűbéres) királyság (judikátus) egyike Szardínia szigetén.
Az Arboreai Királyság területe a sziget nyugati és középső részét foglalta magába, 1324-ben, a Szárd Királyság megalapításakor már északi területeket is elfoglalt, míg a XIV. század második felétől egészen 1409-ig szinte a sziget egészét birtokolta a Szárd Királyság rovására, amely csak Cagliarit és még egy-két kikötővárost tudhatott magáénak.
Fővárosa 1070-ig Tharros, 1410-ig Oristano, végül 1420-ig Sassari volt.

## Története
1164. augusztus 10-én I. Barisone (Baresonus) arboreai királyt I. Frigyes német-római császár megtette egész Szardínia királyának, és ekkortól eredeztethető a szárd királyi cím és az egész sziget politikai egysége egy közös (szárd származású) uralkodó alatt.
Mivel V. Marán, I. Eleonóra arboreai királynő nagykorúsűgot megért kisebbik fia nem nősült meg, és gyermekei nem születtek, így örökölhette a trónt Vilmos az unokatestvére halála után 1407-ben, akit I. Vilmos néven 1409. január 13-án Oristanóban királlyá koronáztak.
Ekkoriban I. (Idős) Márton aragón király volt az Arboreán kívüli (egész) Szardínia királya, de Szardíniát lényegében Arborea uralta, egy-két kikötőváros és a főváros, Cagliari kivételével, ezért az aragón király, aki a teljes sziget felett szeretett volna uralkodni, az új uralkodót elűzni kívánta a szigetről.
1409. június 30-án a Sanluri csatában I. (Ifjú) Márton szicíliai király az apja I. (Idős) Márton aragón és szárd király nevében mint a még aragón kézen maradt Szardínia kormányzója legyőzte Vilmost. A győzelmet viszont a győztes nem tudta kiaknázni, mert Ifjú Márton király pár héttel később, július 25-én Cagliariban törvényes utódok hátrahagyása nélkül maláriában meghalt. Ez valamint az egy évvel később, Idős Márton 1410-es halála után a trónöröklés megoldatlansága miatt kirobbant aragón örökösödési háború egy időre lélegzetvételnyi időhöz juttatta a csatavesztéssel meggyengült Arboreát. 1420. augusztus 17-én pedig Vilmos eladta a jogait V. Alfonz aragóniai királynak 100.000 aranyforintért, aki II. Alfonz néven Szardínia királya is volt, így teljessé vált a sziget egysége, az Arboreai Királyság állami léte pedig ezzel megszűnt. Felesége Armagnaci Margit grófnő, Armagnaci Mattea aragóniai trónörökösné nagyunokahúga, akitől gyermekei nem születtek.